# 1re brigade, 10e division de montagne (États-Unis)
Pour les articles homonymes, voir 1re brigade.
La 1re brigade, 10e division de montagne des États-Unis est une Brigade combat team (en) de l'armée américaine créé en 1985.